# Дољак
Дољак (алб. Dalak) насеље је у општини Вучитрн на Косову и Метохији. Према попису становништва на Косову 2011. године, село је имало 786 становника

## Географија
Село је на нижем делу падине Чичавице, у долини Воденог потока, на 2,5 км западнојугозападно од Вучитрна. Разбијеног је типа старовлашке врсте. На махале се не дели.

## Историја
Мухаџири су затекли село као чифлик Шерифа Сулејмановића из Вучитрна. Чифчије Срби су се иселили у Топлицу по доласку мухаџира у село. У овом селу су живели Срби Данчетовићи у Вучитрну, где су прешли у првој половини 19. века, те се отуда зову још и Дољачани. Од мухаџира је заостао само род Гребаниц (3 к.) од фиса Куча. Из Грабовнице у Топлици се иселио у Дреницу, где је живео до 1913, када је у Дољак дошао за чифчију. Зна да је у Топлицу прешао из села Обриња у Дреници.

## Порекло становништва по родовима
Колонисти:
- Бошњак (2 к.) 1924. из Плужина (Невесиње).
- Бјелица (1 к.) 1926. из Шеховине (Невесиње).
- Јакшић (1 к.) и Елек (1 к.) 1929. из Борча (Невесиње).
- Ковачевић (1 к.) 1925. из Грахова (Црна Гора).
- Павићевић (1 к.) 1926. од Никшића.
- Буровић (1 к.) 1928. из Пјешиваца.
- Секулић (1 к.) 1926. од Новог Пазара.
- Марковић (1 к.) 1928. од Пирота.
- Ђурић (1 к.), Весић (1 к.), Којић (1 к.) и Вучић (1 к.) 1926. из Белог Поља (Брус, Србија).[2]

## Демографија
| Демографија | Демографија | Демографија |
| Година      | Становника  | Становника  |
| ----------- | ----------- | ----------- |
| 1948.       | 116         |             |
| 1953.       | 152         |             |
| 1961.       | 230         |             |
| 1971.       | 367         |             |
| 1981.       | 555         |             |
| 1991.       | 687         |             |
| 2011.       | 786         |             |

### Становништво по националности
| Националност | Број | %     |
| Албанци      | 784  | 99.75 |
| Бошњаци      | 1    | 0.13  |

Према попису из 2011. године, Албанци чине 99,75% популације.